# Robert Ivanovich Rozhdestvensky
Robert Ivanovich Rozhdestvensky (tiếng Nga: Ро́берт Ива́нович Рожде́ственский, 20 tháng 6 năm 1932 – 20 tháng 8 năm 1994) – nhà thơ, nhà văn Nga – Xô Viết.

## Tiểu sử
Robert Rozhdestvensky sinh ở làng Kosikha, Altai Krai. Bố là Stanislav Nikodimovich Petkevich, mất năm 1941 trong thế chiến II. Sau chiến tranh mẹ lấy chồng lần thứ hai, họ và têm lót là của cha dượng. Học xong bậc trung học phổ thông, Robert Rozhdestvensky vào học Đại học Petrozavodsk. Bắt đầu in thơ trên tạp chí của trường. Năm 1956 tốt nghiệp trường viết văn Maxim Gorky.
Cùng với Andrey Voznesensky, Yevgeny Yevtushenko, Bella Akhmadulina... Robert Rozhdestvensky là một đại diện tiêu biểu của trường phái "Thơ trẻ" (молодая поэзия) những năm 1950 – 1960. Đặc điểm nổi bật của dòng thơ này là sự chân thành và ngôn ngữ thơ mới mẻ, thể hiện trách nhiệm công dân qua những đề tài nóng hổi của thời đại (đòi hòa bình cho nhân loại và sự công bằng xã hội, tình hữu nghị giữa các dân tộc, những bài học của thế chiến II). Ngoài thơ, Robert Rozhdestvensky còn là tác giả phần lời của nhiều bài hát nổi tiếng và dịch nhiều thơ nước ngoài ra tiếng Nga. Năm 1979 ông được tặng giải thưởng Nhà nước Liên Xô.

## Tác phẩm
- Флаги весны, 1955
- Испытание, 1956
- Дрейфующий проспект, 1959
- Ровеснику, 1962
- Необитаемые острова, 1962
- Радиус действия, 1965
- Сын Веры, 1966
- Всерьез, 1970
- Радар сердца, 1971
- Голос города, 1977
- Все начинается с любви, 1977
- Это время, 1983
- Моя любовь, 1955
- Письмо в тридцатый век, 1963
- Поэма о разных точках зрения, 1967
- До твоего прихода, Поэма о любви, 1968
- Посвящение, 1969
- 210 шагов, 1978
- Ожидание, 1982